# Jesus Castro Galang
Jesus Castro Galang (* 25. Dezember 1932 in Tarlac City; † 16. September 2004) war Bischof von Urdaneta.

## Leben
Jesus Castro Galang empfing am 17. März 1962 die Priesterweihe.
Johannes Paul II. ernannte ihn am 23. Mai 1987 zum Weihbischof in San Fernando und Titularbischof von Thibiuca. Der Apostolische Nuntius auf den Philippinen, Bruno Torpigliani, weihte ihn am 4. Juli desselben Jahres zum Bischof; Mitkonsekratoren waren Oscar V. Cruz, Erzbischof von San Fernando, und Paciano Basilio Anicetoa, Bischof von Iba.
Der Papst ernannte ihn am 7. Dezember 1991 zum Bischof von Urdaneta.